# Konvexe Menge

Eine konvexe Menge

Eine nichtkonvexe Menge

In der Mathematik heißt eine geometrische Figur oder allgemeiner eine Teilmenge eines euklidischen Raums konvex, wenn für je zwei beliebige Punkte, die zur Menge gehören, auch stets deren Verbindungsstrecke ganz in der Menge liegt. Dies garantiert, dass die Menge an keiner Stelle eine (konkave) Einbuchtung hat.

## Geschichte und Anwendung
Die Theorie der konvexen Mengen begründete Hermann Minkowski in seinem Werk Geometrie der Zahlen, Leipzig 1910. Anwendung finden konvexe Mengen z. B. in der konvexen Optimierung oder der Computeranimation, wo konvexe Polytope in verschiedener Hinsicht einfacher zu handhaben sind als Nichtkonvexe.

## Definition für Vektorräume
Eine Teilmenge {\displaystyle M} eines reellen oder komplexen Vektorraums {\displaystyle V} heißt konvex, wenn für alle {\displaystyle a,b\in M} und für alle  {\displaystyle \lambda \in \mathbb {R} } mit {\displaystyle 0\leq \lambda \leq 1} stets gilt:
{\displaystyle \lambda a+(1-\lambda )b\in M.}
Diese Definition basiert auf der Parameterdarstellung der Verbindungsstrecke zwischen {\displaystyle a} und {\displaystyle b}:
{\displaystyle {\overline {ab}}:=\{\lambda a+(1-\lambda )b\mid \lambda \in \mathbb {R} ,0\leq \lambda \leq 1\}.}
Tatsächlich schließt obige Definition auch Objekte mit geradlinigen Rändern wie Quadrate mit ein, die man umgangssprachlich nicht unbedingt als konvex bezeichnen würde.

## Beispiele

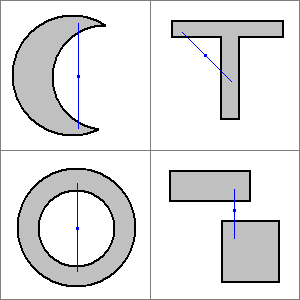
Beispiele für nichtkonvexe Figuren der Ebene

- Jeder Vektorraum, der {\displaystyle \mathbb {R} } enthält, ist konvex, ebenso Halbebenen und Halbräume.
- Beispiel-Teilmengen des anschaulichen euklidischen Raumes:
  - Die leere Menge und jede einelementige Menge sind konvex.
  - Endliche Mengen sind genau dann konvex, wenn sie höchstens ein Element enthalten.
  - Strecken und Geraden sind konvexe Mengen.
  - Jede Dreiecksfläche und alle einfachen regelmäßigen Polygonflächen sind konvex.
  - Kreisscheiben und Kugeln sind konvex, sogar streng konvex.
  - Unter den Vierecken sind z. B. die Parallelogramme konvex, während es Trapeze und Drachenvierecke gibt, die nichtkonvex sind, wie das verschränkte Trapez oder das Pfeilviereck.
  - Würfel, Platonische Körper und Spate sind konvex.
  - Die Teilmenge die über- bzw. unterhalb des Graphen einer konvexen bzw. konkaven Funktion liegt, ist konvex.
  - Ein Torus ist nicht konvex.
  - Der topologische Rand einer konvexen Menge ist im Allgemeinen nichtkonvex.

## Eigenschaften
- Jede konvexe Menge ist sternförmig, derart, dass jeder Punkt als Sternzentrum gewählt werden kann. Insbesondere ist jede nichtleere konvexe Teilmenge eines reellen oder komplexen topologischen Vektorraums zusammenhängend und auf einen Punkt kontrahierbar, kann also keinerlei Löcher haben.

- Der Durchschnitt beliebig (auch unendlich) vieler konvexer Mengen ist konvex. Somit bilden die konvexen Teilmengen eines Vektorraumes ein Hüllensystem. Insbesondere gibt es zu jeder Teilmenge die davon erzeugte konvexe Menge, die sogenannte konvexe Hülle dieser Menge. Das ist nichts anderes als der Durchschnitt aller konvexen Mengen, die die vorgegebene Teilmenge umfassen.

- Die Vereinigung konvexer Mengen ist im Allgemeinen nicht konvex. Aber die Vereinigung einer aufsteigenden Kette konvexer Mengen ist wieder konvex.

- In lokalkonvexen Räumen ist eine kompakte, konvexe Menge {\displaystyle M} der Abschluss der Konvexkombinationen ihrer Extremalpunkte (Satz von Krein-Milman). Dabei ist ein Extremalpunkt ein Punkt, der nicht zwischen zwei Punkten aus {\displaystyle M} liegt. In endlichdimensionalen Räumen kann man sogar auf die Abschlussbildung verzichten, denn nach dem Satz von Carathéodory ist jeder Punkt einer kompakten, konvexen Teilmenge eines n-dimensionalen Raums eine Konvexkombination von höchstens n+1 Extremalpunkten dieser Menge.

## Stabilität unter Operationen
Die Konvexität einer Menge ist stabil unter gewissen Operationen. Beispiele dafür sind:
- Bilder und Urbilder konvexer Mengen unter einer affinen Funktion {\displaystyle f(x)=Ax+b} mit {\displaystyle A\in \mathbb {R} ^{m\times n}} und {\displaystyle b\in \mathbb {R} ^{m}} sind wieder konvex. Dies enthält als Spezialfall die Translation um den Vektor {\displaystyle b} (Setze {\displaystyle A=E} die Einheitsmatrix) und die Skalierung um den Faktor {\displaystyle a} (Setze {\displaystyle A=aE,\,b=0}).
- Die Minkowski-Summe zweier konvexer Mengen {\displaystyle K_{1}+K_{2}=\{x_{1}+x_{2}|\,x_{1}\in K_{1},\,x_{2}\in K_{2}\}} ist wieder konvex.
- Das kartesische Produkt {\displaystyle K_{1}\times K_{2}} zweier konvexer Mengen ist wieder konvex.
- Jede Projektion {\displaystyle f(x)=x_{i}} einer konvexen Menge auf eine Koordinatenachse ist wieder konvex.
- Ist für jedes {\displaystyle x\in K} der Term {\displaystyle c^{T}x+d>0}, so ist das Bild der konvexen Menge {\displaystyle K} unter der Funktion

{\displaystyle f(x)={\frac {Ax+b}{c^{T}x+d}}}
wieder konvex. Analog ist das Urbild einer konvexen Menge unter dieser Funktion wieder konvex.

## Spezialfälle
Konvexe Mengen können auf verschiedene Weisen noch weiter eingeschränkt werden:
- Eine Menge {\displaystyle M} heißt streng konvex, wenn die offene Verbindungsstrecke zweier beliebiger Punkte der Menge vollständig im Inneren der Menge liegt.[1] Anschaulich besitzen streng konvexe Mengen keine geradlinigen Berandungsteile.
- Eine Menge {\displaystyle M} heißt glatt konvex, wenn jeder Randpunkt der Menge eine eindeutige Stützhyperebene besitzt.[2] Anschaulich besitzen glatte konvexe Mengen keine Ecken oder Kanten.

## Normierte Räume

### Konvexitätsbedingungen
In normierten Räumen {\displaystyle (V,\|\cdot \|)}, das heißt in Vektorräumen {\displaystyle V} mit einer Norm {\displaystyle \|\cdot \|}, die jedem Vektor {\displaystyle x\in V} seine Länge {\displaystyle \|x\|} zuordnet, kann man mittels der Norm konvexe Mengen konstruieren. Die für die Theorie der normierten Räume wichtigste konvexe Menge ist die abgeschlossene Einheitskugel {\displaystyle {\overline {B_{V}}}:=\{x\in V;\,\|x\|\leq 1\}}.
Gewisse Konvexitätsbedingungen, die man an die Einheitskugel eines normierten Raums stellen kann und die die Konvexität der Einheitskugel verschärfen, definieren Raumklassen normierter Räume. Das führt zu Begriffsbildungen wie zum Beispiel strikt konvexer, gleichmäßig konvexer oder glatter Räume.

### Normale Struktur
Ein Punkt {\displaystyle x} einer beschränkten, konvexen Mengen {\displaystyle M\subset V} heißt diametral für M, wenn {\displaystyle \sup\{\|x-y\|;\,y\in M\}} gleich dem Durchmesser von {\displaystyle M} ist. In der Einheitskugel sind genau die Randpunkte, das heißt die Vektoren der Länge 1, diametral. Für eine Strecke in einem normierten Raum sind genau die Endpunkte dieser Strecke diametral.
In diesen beiden Beispielen gibt es auch stets nicht-diametrale Punkte. Das betrachtet man als eine „normale“ Eigenschaft und definiert:
Eine beschränkte, konvexe Menge hat normale Struktur, wenn jede darin enthaltene abgeschlossene und konvexe Teilmenge {\displaystyle M} mit mindestens zwei Punkten nicht-diametrale Punkte bzgl. {\displaystyle M} enthält.
Man kann zeigen, dass jede kompakte, konvexe Menge in einem normierten Raum normale Struktur hat. Da beschränkte, abgeschlossene Mengen in endlichdimensionalen Räumen nach dem Satz von Heine-Borel kompakt sind, haben also alle beschränkten, konvexen Mengen in endlichdimensionalen Räumen normale Struktur. Das Auftreten beschränkter, konvexer Mengen ohne normale Struktur ist daher ein rein unendlichdimensionales Phänomen.

## Verallgemeinerungen
Allgemein genügen für die sinnvolle Definition von Konvexität schon erheblich schwächere Voraussetzungen an die Geometrie, die auf {\displaystyle M} gilt. Man braucht aus Hilberts Axiomensystem der euklidischen Geometrie lediglich die Axiome der Verknüpfung und die der Anordnung. Die Konvexität hängt insbesondere von der Definition einer geraden Verbindungsstrecke ab. So ist die Halbebene, die durch {\displaystyle \{(x,y)\in \mathbb {R} ^{2}\mid x+y\leq 0\}} definiert wird, konvex in der euklidischen Ebene, aber nichtkonvex in der Moulton-Ebene: Beispielsweise läuft die „Gerade“ zwischen {\displaystyle (-1,1)} und {\displaystyle (1,-1)} über den (nicht in der Menge enthaltenen) Punkt {\displaystyle (0,{\tfrac {1}{3}})}. Siehe auch kollinear.
Je nach mathematischem Kontext werden unterschiedliche Verallgemeinerungen benutzt, die auch teilweise nicht kohärent sind.

### Konvexitätsraum
Folgende Axiomatik verallgemeinert die grundlegenden Eigenschaften konvexer Mengen auf einem Niveau, das vergleichbar ist mit dem der Topologie.
Eine Menge {\displaystyle X} zusammen mit einer Menge von Teilmengen {\displaystyle {\mathcal {K}}\subseteq {\mathcal {P}}(X)} wird Konvexitätsraum genannt, wenn für {\displaystyle {\mathcal {K}}} Folgendes gilt:
- die leere Menge und {\displaystyle X} selbst liegen in {\displaystyle {\mathcal {K}}}
- die Schnittmenge beliebig vieler Mengen aus {\displaystyle {\mathcal {K}}} liegt wieder in {\displaystyle {\mathcal {K}}}
- Falls eine Teilmenge  {\displaystyle K\subset {\mathcal {K}}} total geordnet ist bezüglich Inklusion, so liegt die Vereinigung aller Mengen aus {\displaystyle K} in {\displaystyle {\mathcal {K}}}.

Dann werden die Mengen aus {\displaystyle {\mathcal {K}}} die konvexen Mengen von {\displaystyle X} genannt.

### Metrisch konvexer Raum

Ein Kreis ist metrisch konvex, aber als Teilmenge des euklidischen Raums nichtkonvex.

Ein metrischer Raum {\displaystyle (X,d)} wird metrisch konvex genannt, wenn zu je zwei verschiedenen Punkten {\displaystyle x,y\in X} stets ein dritter Punkt {\displaystyle z\in X\setminus \{x,y\}} derart existiert, dass in der Dreiecksungleichung sogar Gleichheit gilt:
{\displaystyle d(x,y)=d(x,z)+d(z,y)} .
Von einem Punkt {\displaystyle z\in X\setminus \{x,y\}}, welcher dieser Bedingung genügt, sagt man dann:
{\displaystyle z} liegt zwischen {\displaystyle x} und {\displaystyle y}.
Hier gilt allerdings nicht mehr, dass der Schnitt von metrisch konvexen Mengen wieder metrisch konvex wäre. So ist die Kreislinie mit der Metrik der Bogenlänge metrisch konvex, zwei abgeschlossenen Halbkreise, die bis auf ihre beiden Endpunkte {\displaystyle x,y} disjunkt sind, sind auch metrisch konvexe (Teil)mengen, ihr zweielementiger Schnitt {\displaystyle \{x,y\}} aber nicht.
Das grundlegende Resultat über metrisch konvexe Räume ist der Verbindbarkeitssatz von Menger.

### Geodätisch konvexe Mannigfaltigkeiten
Semi-Riemannsche Mannigfaltigkeiten {\displaystyle (M,g)} haben eine innewohnende Metrik, die die Geodäten der Mannigfaltigkeit festlegt. Wenn jedes Paar von Punkten in einer Umgebung durch eine einzige Geodäte der Mannigfaltigkeit verbunden werden kann, die vollständig in dieser Umgebung liegt, nennt man diese Umgebung einfach konvex.
Eine Untermannigfaltigkeit {\displaystyle C\subset M} einer riemannschen Mannigfaltigkeit {\displaystyle (M,g)} heißt geodätisch konvex, wenn sich je zwei beliebige Punkten {\displaystyle x,y\in C} durch eine Kurve in {\displaystyle C} verbinden lassen, die eine in {\displaystyle (M,g)} global längenminimierende Geodäte ist.

### Beispiele und Unterschiede
- Die rationalen Zahlen mit dem üblichen Abstand bilden eine metrisch konvexe Teilmenge von {\displaystyle \mathbb {R} }, die nicht konvex ist.
- Gleiches gilt für {\displaystyle \mathbb {R} ^{2}\backslash \{0\}}, was als riemannsche Mannigfaltigkeit auch nicht geodätisch konvex ist.
- Eine konvexe Teilmenge des euklidischen Raumes ist stets auch metrisch konvex, bezüglich der von der Norm induzierten Metrik. Für abgeschlossene Teilmengen gilt auch die Umkehrung.

## Krümmung von Kurven

Eine Funktion ist genau dann konvex, wenn ihr Epigraph, in diesem Bild die grüne Menge über dem blauen Funktionsgraphen, eine konvexe Menge ist.

Im Zweidimensionalen kann die Krümmung einer stetig differenzierbaren Kurve in einem Punkt {\displaystyle x_{0}} in Relation zum Betrachter untersucht werden:
- Liegen die benachbarten Punkte von {\displaystyle x_{0}} in der gleichen Tangential-Halbebene wie der Betrachter, so ist sie dort für ihn konkav gekrümmt.
- Existiert eine Umgebung um {\displaystyle x_{0}}, so dass alle Punkte daraus in der anderen Tangential-Halbebene liegen, so ist die Kurve in {\displaystyle x_{0}} für den Betrachter konvex gekrümmt.

Analog kann in höheren Dimensionen die Krümmung von Hyperebenen untersucht werden, wozu das Objekt aber orientierbar sein muss.

## Klassische Resultate über konvexe Mengen (Auswahl)
- Bieberbachsche Ungleichung
- Auswahlsatz von Blaschke
- Brunn-Minkowski-Ungleichung
- Satz von Cauchy
- Eulersche Polyederformel
- Satz von Helly
- Satz von Jung
- Lemma von Kakutani
- Satz von Krein-Milman
- Satz von Minkowski
- Minkowskischer Gitterpunktsatz
- Satz von Pick
- Satz von Radon
- Trennungssatz